# Tinus chandrakantii
Tinus chandrakantii là một loài nhện trong họ Pisauridae.
Loài này thuộc chi Tinus. Tinus chandrakantii được miêu tả năm 1993 bởi C. Adinarayana Reddy & Patel.